# Saint-Sauveur-en-Diois
 Saint-Sauveur-en-Diois  es una población y comuna francesa, en la región de Ródano-Alpes, departamento de Drôme, en el distrito de Die y cantón de Saillans.

## Demografía
| 65 | 58 | 40 | 41 | 35 | 52 |
| Para los censos de 1962 a 1999 la población legal corresponde a la población sin duplicidades (Fuente: INSEE [Consultar]) |    |    |    |    |    |